# سیارک ۲۳۳۷
سیارک ۲۳۳۷ (به انگلیسی: 2337 Boubin، نامگذاری:1976UH1) دو هزار و سیصد و سی و هفتمین سیارک کشف شده است که در ۲۲ اکتبر ۱۹۷۶ کشف شد.
قدر مطلق سیارک برابر ۱۲٫۰۰ است.